# Heilige Maagschap

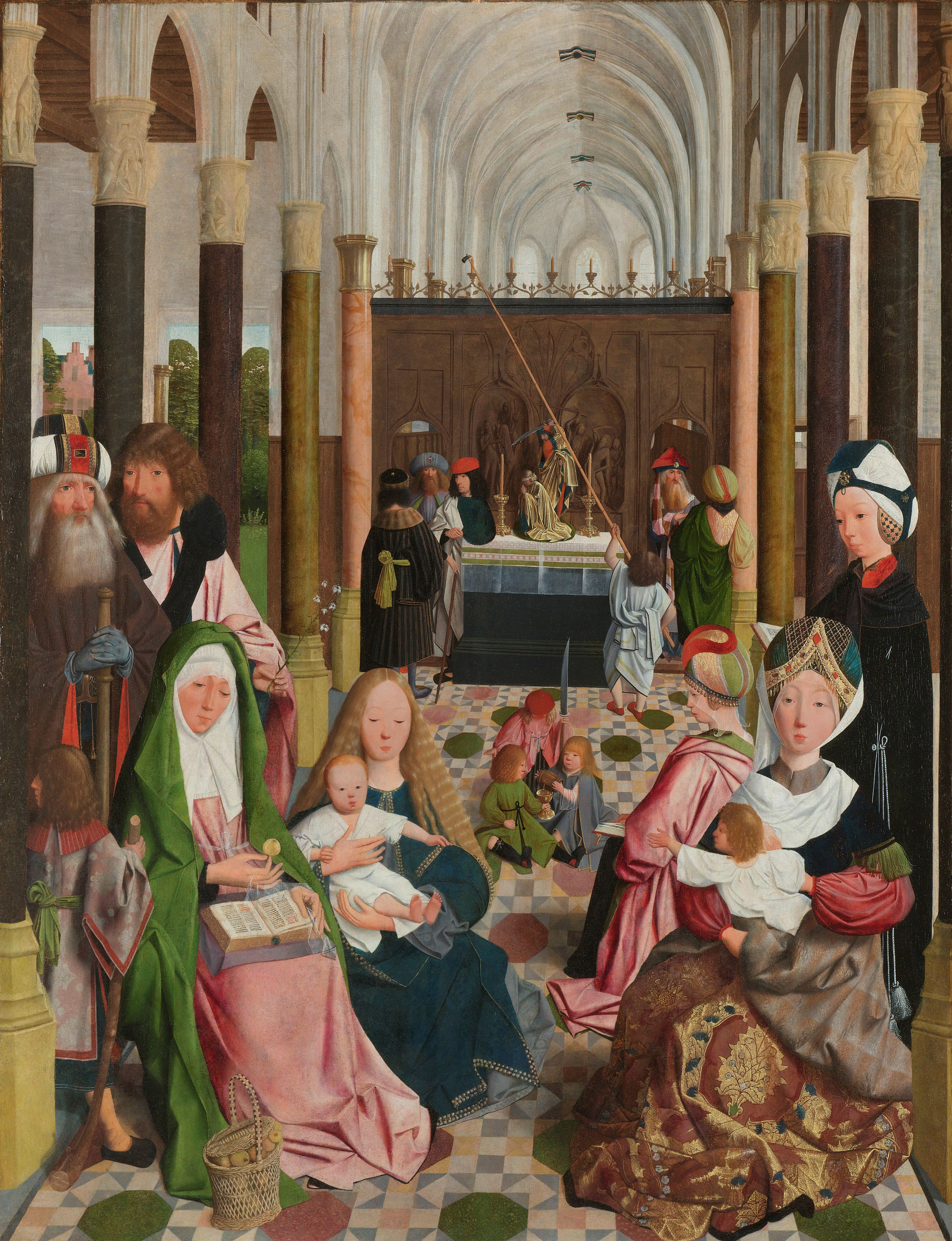
Heilige Maagschap, Geertgen tot Sint Jans, ca. 1495 (Rijksmuseum Amsterdam)

Met de Heilige Maagschap wordt in de middeleeuwse theologie de uitgebreide familie van Jezus bedoeld, via de vermeende huwelijken en daarmee samenhangende verwantschappen van zijn grootmoeder, de heilige Anna. 'Maagschap' is een verouderd woord voor familie, de gezamenlijke bloedverwanten en andere aanverwanten.
De Heilige Maagschap vormde in de 15e en de 16e eeuw een geliefd thema in de schilder- en beeldhouwkunst. Vooral in Duitsland en de Nederlanden, maar ook elders in Europa, werd het thema veelvuldig uitgebeeld in familieportretten, waarbij het aantal afgebeelde personen en de context sterk varieerde.

## Bijbelse wortels

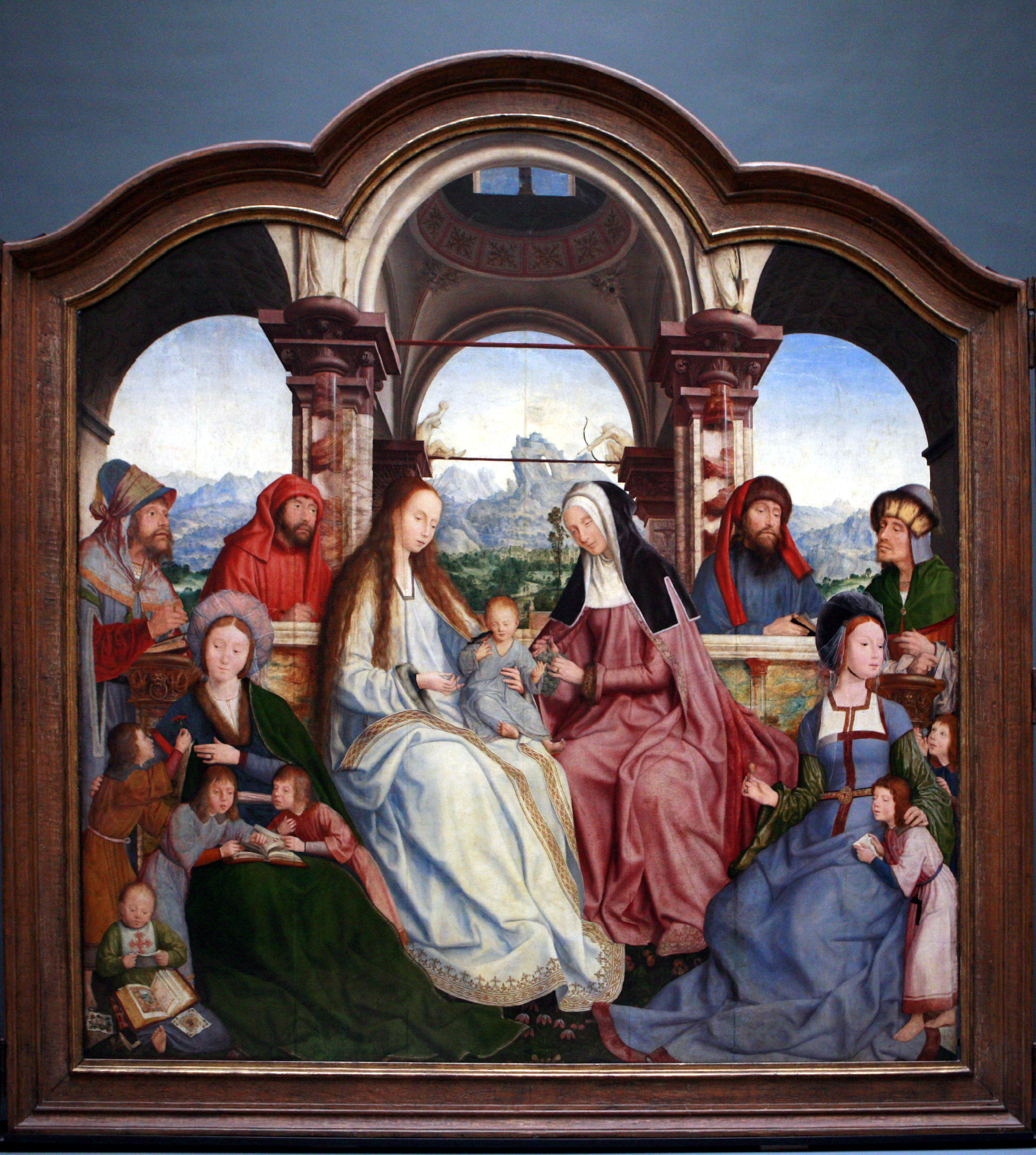
Maagschap van Sint-Anna, Quinten Metsijs, 1509 (Koninklijke Musea voor Schone Kunsten, Brussel)

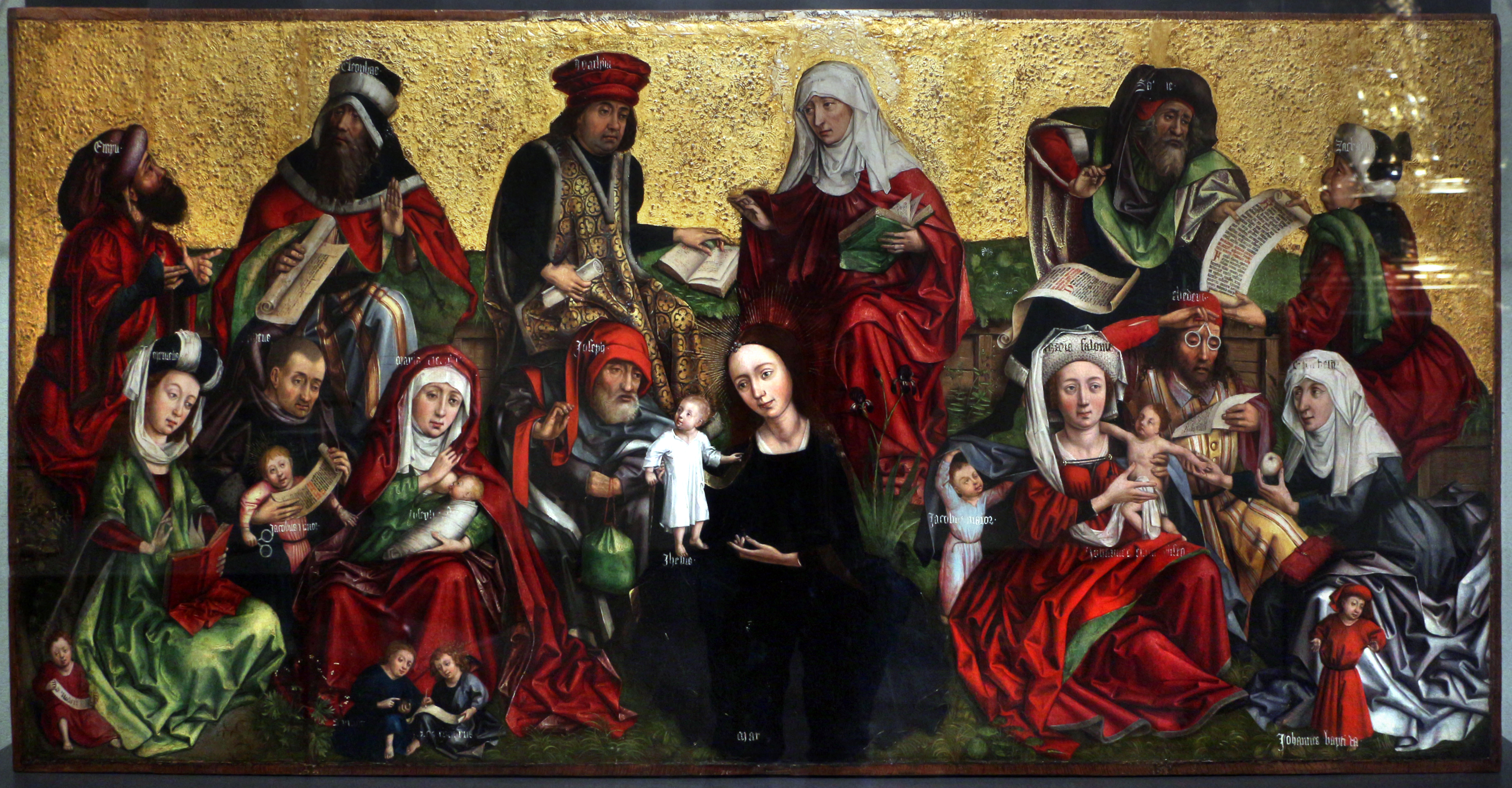
Maagschap van Maria, Westfaals paneel, ca. 1480 (Schatkamer van de Sint-Servaasbasiliek, Maastricht)
Klik voor identificatie van afgebeelde personen

Enkele namen van familieleden van Jezus zijn overgeleverd uit het Nieuwe Testament in de Bijbel:
- Maria, de moeder van Jezus.
- Jozef, echtgenoot van Maria, volgens het Matteüsevangelie een zoon van Jakob, volgens Lucas een zoon van Heli (of Eli). Vanwege de maagdelijke geboorte van Jezus zijn de voorouders van Jozef, hoewel rechtstreeks terug te voeren op koning David, niet relevant voor de Heilige Maagschap (zie: Boom van Jesse).
- Elisabet, de nicht van Maria, haar man Zacharias en hun zoon Johannes de Doper.

De in de middeleeuwen zo populaire Anna, de moeder van Maria, komt in canonieke evangelies niet voor, wel in het apocriefe evangelie van Jakobus en in de Koran. In de oosterse kerken genoot Sint-Anna ("Hannah") al in de 6e eeuw verering; in de Latijnse Kerk pas vanaf de 12e eeuw, vooral als onderdeel van een Anna te Drieën. In de vroege traditie is Sint-Anna getrouwd met de priester Joachim; in latere tradities was ze driemaal getrouwd (zie hieronder).
Een letterlijke interpretatie van een drietal passages in het Nieuwe Testament levert nog heel wat meer verwanten op, waaronder enkelen van de twaalf apostelen. Matteüs schrijft in zijn evangelie: "Iemand zei tegen Hem: Kijk, uw moeder en uw broers staan buiten en willen U spreken" (Matt. 12:46-50). In het volgende hoofdstuk schrijft hij: "Is dit niet de zoon van de timmerman? Heet zijn moeder niet Maria en zijn broeders Jacobus en Jozef en Simon en Judas? En behoren zijn zusters niet allen bij ons" (Matt. 13:55-56). Verder is er nog Paulus die in zijn brief aan de Galaten over Jakobus als de "broeder des Heren" spreekt. Sommigen menen dat 'broeder' in deze passages 'neef' betekent, of figuurlijk is bedoeld. Volgens de letterlijke interpretatie zouden ook de volgende personen (en hun familie) bij de Heilige Maagschap horen:
- Jakobus de Mindere, de "broeder des Heren"; volgens sommigen slechts een halfbroer van Jezus (zoon van Jozef uit een eerder huwelijk); volgens anderen te identificeren met Jakobus, de zoon van Alfeüs.
- Matteüs (Levi), ook een zoon van Alfeüs en in sommige interpretaties dus een broer van Jakobus de Mindere.
- Judas, de "broeder des Heren"; volgens sommigen te identificeren met Judas Taddeüs, ook een broer van Jakobus de Mindere.
- Simon, de "broeder des Heren"; soms geïdentificeerd met Simeon van Jeruzalem (zelden met Simon de apostel).
- Jozef (of Joses), de "broeder des Heren" en broer van Jakobus de Mindere; soms gelijkgesteld met Barnabas.

## Latere uitbreiding
In de loop der eeuwen werden de verwantschapsrelaties van Jezus verder uitgewerkt, onder meer gebaseerd op het leven van Maria, zoals dat beschreven is in het apocriefe evangelie van Jakobus uit de 2e eeuw. Door het introduceren van de theorie van het trinubium, de drie huwelijken van Sint-Anna, werd het verhaal passend gemaakt en kreeg ieder personage een min of meer vaste plaats in de Heilige Maagschap. Het trinubium wordt voor het eerst gedetailleerd uitgewerkt door Haymo van Halberstadt in zijn Historiae sacrae epitome (9e eeuw). Eind 13e eeuw wordt de theorie verder gepopulariseerd in de Legenda aurea van Jacobus de Voragine. Volgens het trinubium had Anna met haar verschillende echtgenoten twee of drie dochters die Maria heetten (en nog een dochter Salomé). Met haar eerste man Joachim kreeg ze Maria, de latere vrouw van Jozef van Nazareth en de moeder van Jezus. Uit een tweede huwelijk stamt Maria van Kleopas (ook Cleophas of Klopas) en uit een derde huwelijk met Salomé (of Salomeüs) zou Maria Salomé geboren zijn. Door de drie Maria's had Jezus nog de volgende verwanten:
- Maria van Kleopas, dochter van Anna en Kleopas, volgens de middeleeuwse traditie gehuwd met Alfeüs:
  - Jacobus de Mindere, Simon, Judas Taddeüs en Jozef, allen hierboven genoemd.
- Maria van Salomé, soms Salomé genoemd, dochter van Anna en Salomeüs; gehuwd met Zebedeüs:
  - Johannes, de apostel, meestal geïdentificeerd met Johannes de evangelist, de zoon van Zebedeüs en Maria Salomé; volgens de traditie dus een neef van Jezus.
  - Jakobus de Meerdere, broer van Johannes en dus ook een neef van Jezus.
- Maria Magdalena, die door sommige theologen wordt aangeduid als de vrouw van Jezus, is wel een van de drie Maria's, maar wordt niet tot de Heilige Maagschap gerekend.

## Sint-Servaas en de Heilige Maagschap

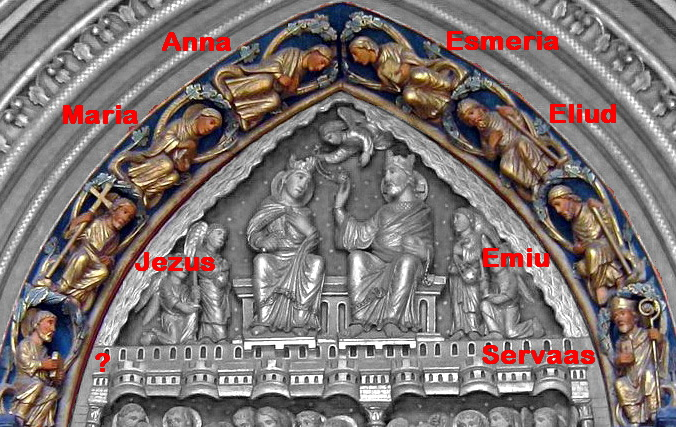
Gebeeldhouwde archivolt met de verwantschap tussen Sint-Servaas en Jezus, ca. 1180 (Sint-Servaasbasiliek, detail Bergportaal)

In zijn Gesta episcoporum vermeldde Heriger van Lobbes eind 10e eeuw al de vermeende verwantschap van Sint-Servaas met Jezus, hoewel hij daar zelf uitdrukkelijk niet in geloofde. Onbekend is waar deze stelling op gebaseerd is, wellicht op de exotische afkomst van de heilige (Armenië); mogelijk was het een verzinsel om meer pelgrims naar Maastricht te trekken. Immers, hoe dichter bij Jezus, hoe belangrijker een heilige was. Het feit dat Sint-Servaas in de 4e eeuw leefde, deerde daarbij niet. Vanaf de 11e eeuw stelde het kapittel van Sint-Servaas alles in het werk om te 'bewijzen' dat de patroonheilige van Maastricht een achter-achterneef van Johannes de Doper en Jezus Christus was. Volgens deze zogenaamde Doctrina Trajectensium was de grootvader van Sint-Servaas, Eliud, een broer van Elisabet, de nicht van Maria. Omstreeks 1065 gaf het kapittel (proost Humbertus?) opdracht aan de geleerde Franse monnik Jocundus om een nieuw heiligenleven over Sint-Servaas te schrijven, de Actus Sancti Servatii, waarin deze stelling als vaststaand feit werd opgenomen. Hendrik van Veldeke nam het een eeuw later over in zijn Leven van Sente Servas (ca. 1170), een van de oudste werken in de Middelnederlandse literatuur. Weer een eeuw later helpt Jacobus de Voragine de boodschap verder te verspreiden. Verschillende kunstwerken in de Sint-Servaasbasiliek en elders illustreren de bijzondere positie van de heilige.

## Heilige Maagschap in de beeldende kunst
Op een Heilige Maagschap werden al deze familieleden van Jezus of een gedeelte ervan afgebeeld. Daarbij liepen de generaties enigszins door elkaar. Jezus werd meestal als kind weergegeven, samen met zijn ouders Maria en Jozef (de Heilige Familie). Parallel daaraan werd Johannes de Doper meestal als iets ouder kind met zijn ouders Elisabeth en Zacharias afgebeeld. De overige verre verwanten werden als volwassenen of kinderen weergegeven, met elkaar converserend of spelend, alsof men een familiereünie bezocht. De kleine Sint-Servaas, indien afgebeeld, draagt soms al een mijter of de sleutel van Sint-Servaas.
De kerk was niet onverdeeld gelukkig met het verhaal over de drie huwelijken van Anna omdat haar trouwlustigheid de vleselijke lust te veel zou benadrukken en na het Concilie van Trente (1545-63) raakte het trinubium in diskrediet. Daarmee werd ook het thema van de Heilige Maagschap minder populair in de christelijke kunst.

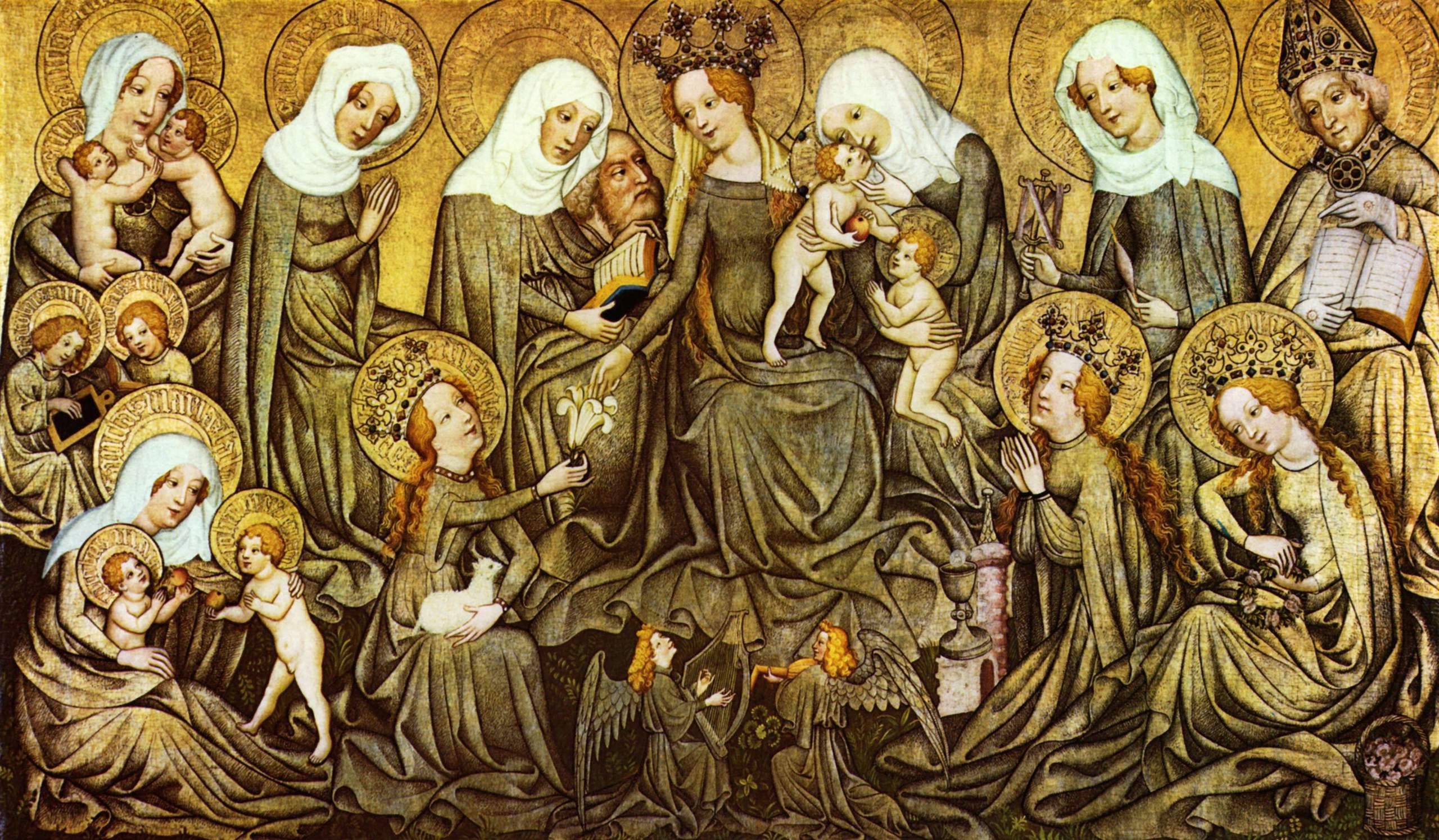
Ortenberg-altaar, ca. 1430 (Hessisches Landesmuseum, Darmstadt)
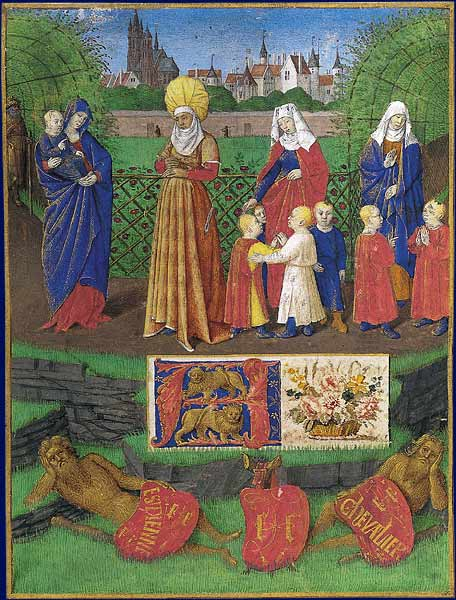
Miniatuur door Jean Fouquet, 15e eeuw (Bibliothèque nationale de France, Parijs)
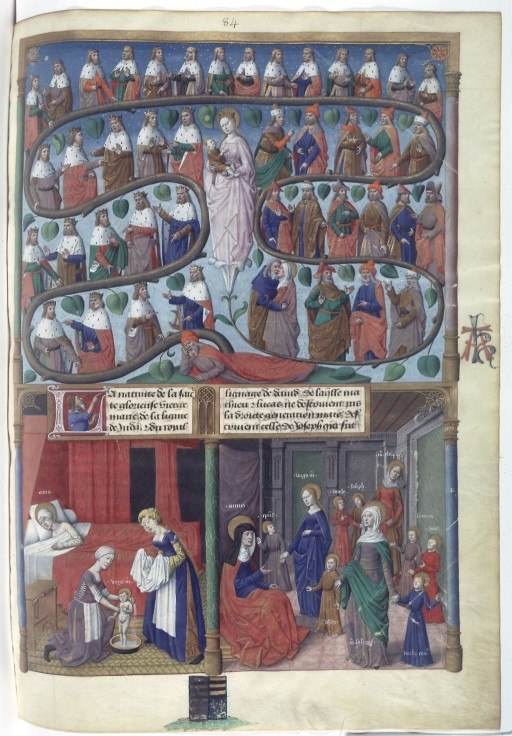
Miniatuur van de Boom van Jesse en Heilige Maagschap, ca. 1480-90 (BnF, Parijs)
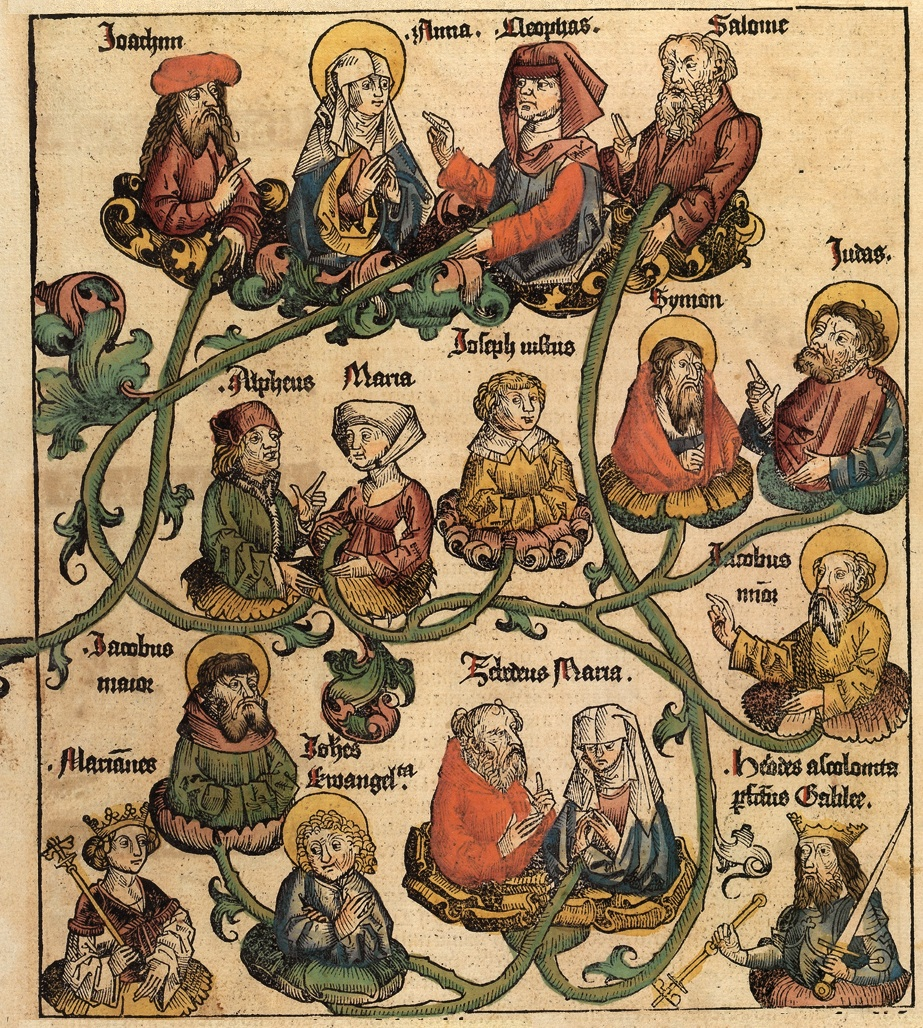
Familierelaties volgens de Kroniek van Neurenberg, 1493
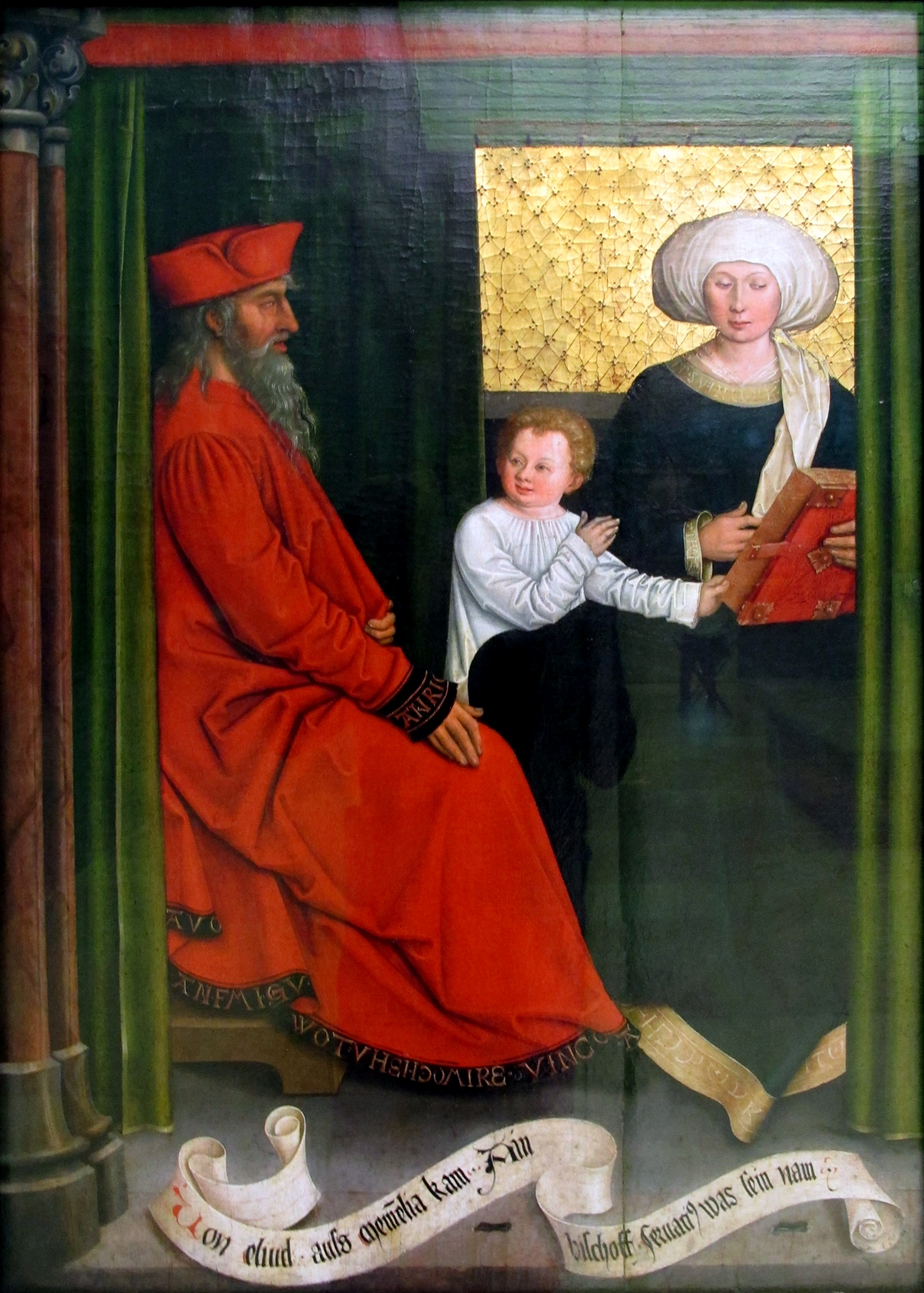
Retabel met Eliud, Memelia en St-Servaas, ca. 1505 (Germanisches Nationalmuseum, Neurenberg)
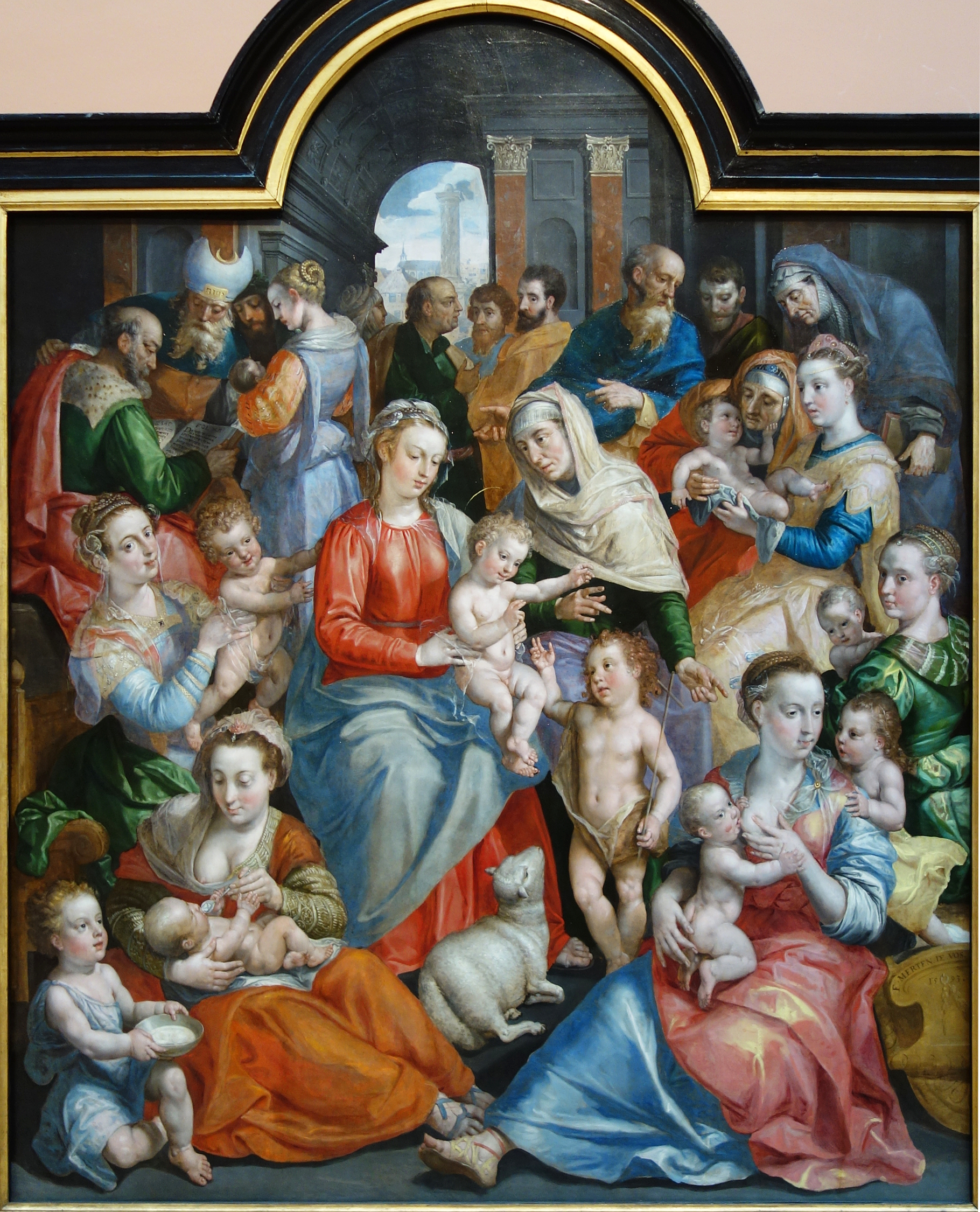
Maerten de Vos, 1593 (Musée des Beaux-Arts, Valenciennes)
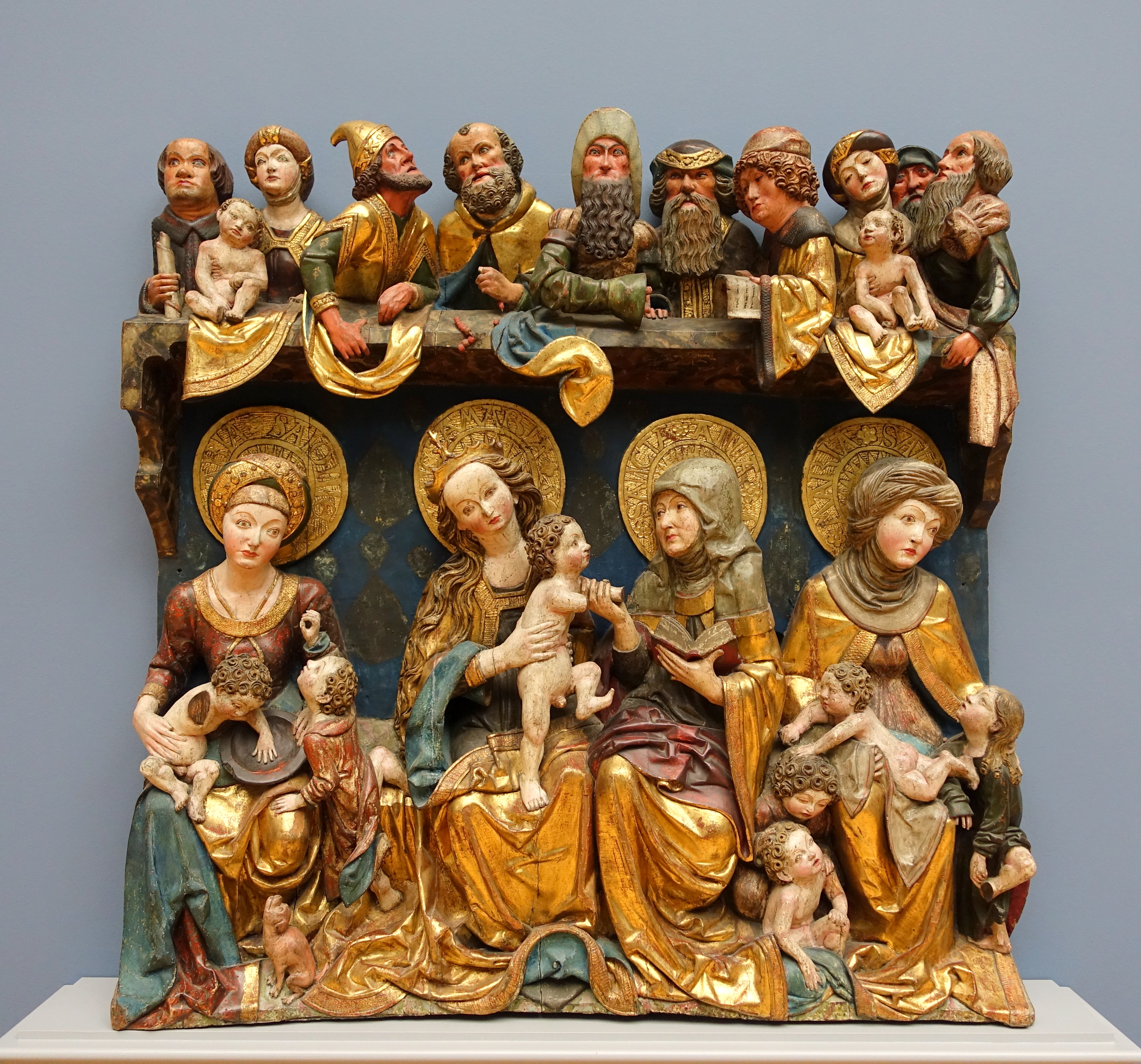
Silezisch altaarretabel, ca. 1500 (Bodemuseum, Berlijn)
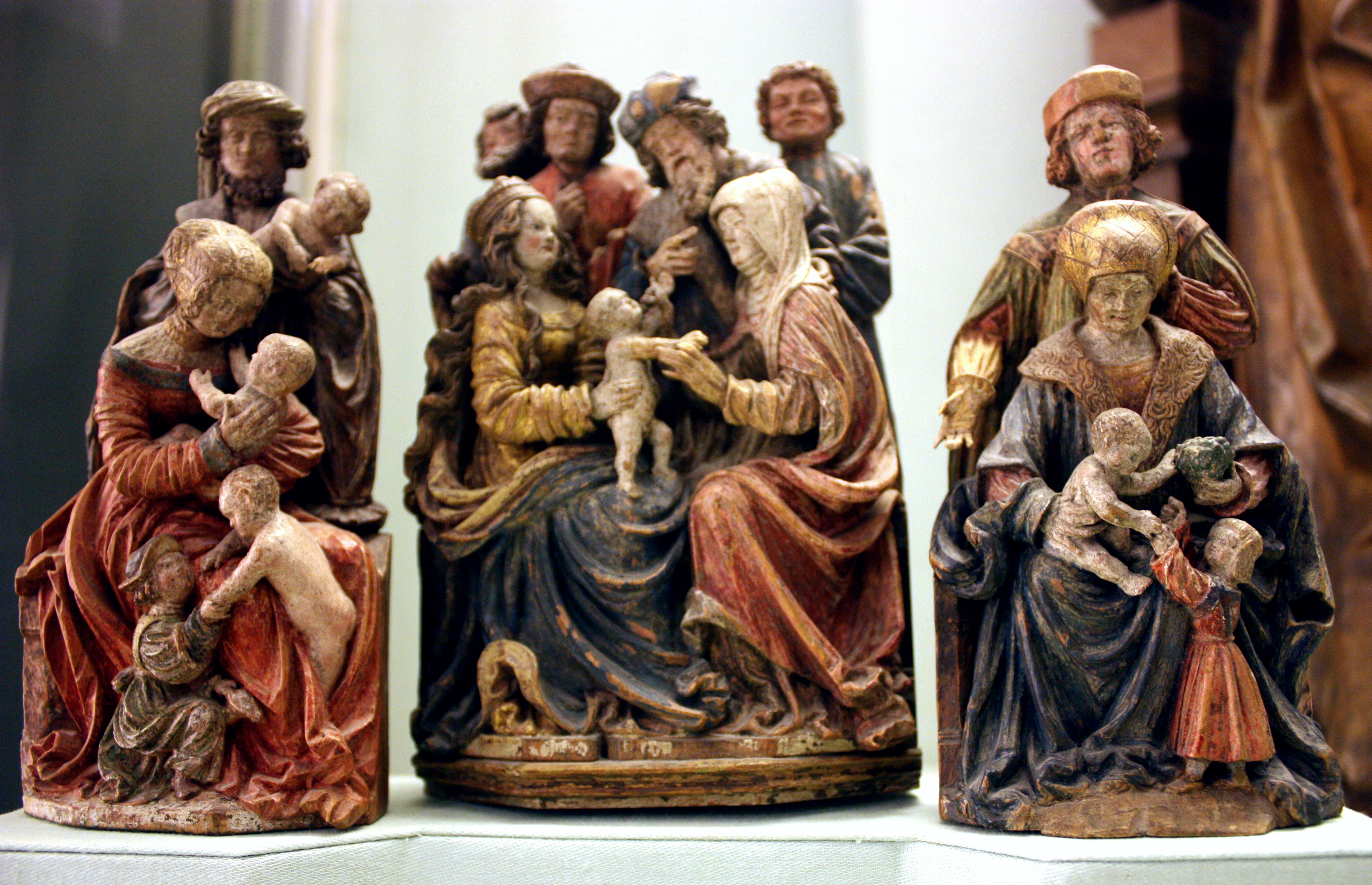
Zuid-Duitse retabelfragmenten, ca. 1515 (V&A, Londen)
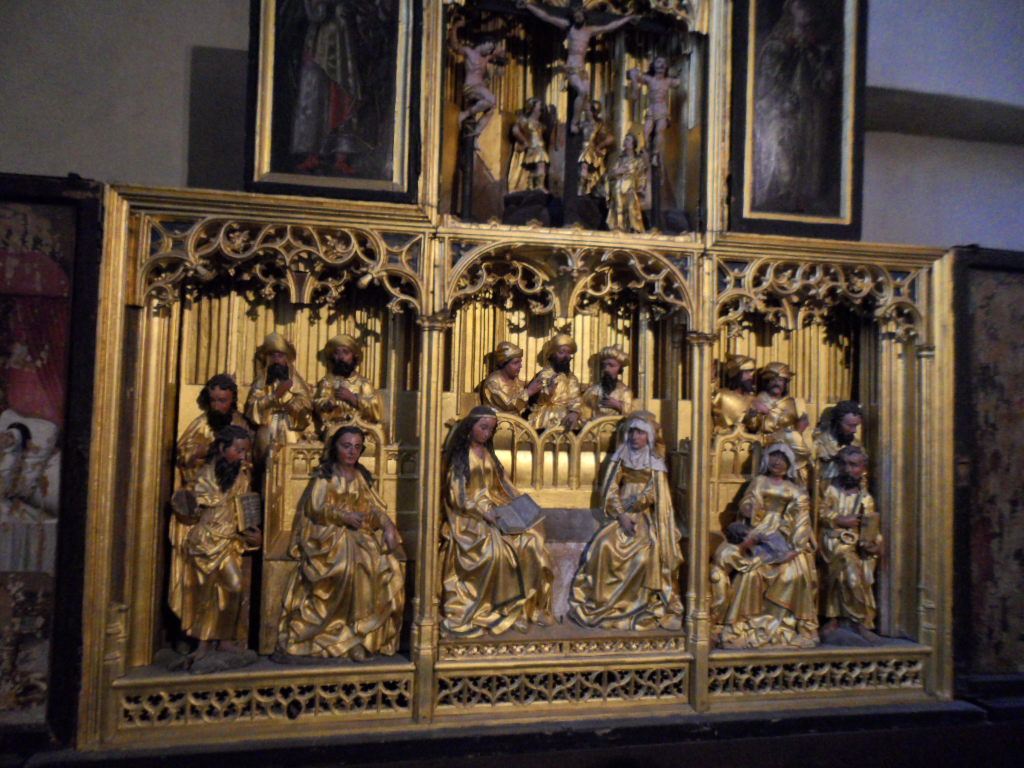
Brussels retabel, vroeg 16e-eeuws, atelier van Tobias Heintze (Tallinn, Estland)